# Ernst Schürch
Ernst Schürch (* 3. Juni 1875 in Grosshöchstetten; † 26. Januar 1960 in Bern; heimatberechtigt in Rohrbach) war ein Schweizer Journalist. Schürch wurde vor allem bekannt als langjähriger Chefredaktor der Berner Tageszeitung Der Bund und durch seine kompromisslose Haltung gegenüber dem Dritten Reich.

## Leben
Schürch wurde in die Bauernfamilie des Johannes Schürch und der Elisabeth geborene Ellenberger hinein geboren. Er absolvierte die Schulen mit Maturitätsabschluss in Burgdorf und nahm anschliessend ein Studium der Geschichte und der Sprachwissenschaft in Bern und Lausanne auf. Er wirkte danach als Hauslehrer in England und als Lehrer an der Kantonsschule Trogen und absolvierte anschliessend ein Zweitstudium in Jurisprudenz, nach dessen Abschluss er 1906 das Fürsprecherpatent erwarb. Er war einer der ersten männlichen Studenten von Anna Tumarkin.
1906 wurde er Gerichtspräsident in Wangen a. A., von 1908 bis 1911 war er Staatsanwalt des Berner Seelandes in Biel und von 1911 bis 1912 des Berner Mittellandes in Bern. 1912 trat er in die Redaktion des Bunds ein und war von 1925 bis zu seiner Pensionierung im September 1941 deren Chefredaktor. Er war als Mitglied der FDP von 1914 bis 1918 und 1922 bis 1933 Berner Grossrat und von 1920 bis 1925 Stadtrat von Bern (beides Legislative). 1944 ehrte ihn die Universität Bern mit dem Titel eines Dr. h. c.
Im Zweiten Weltkrieg versuchte der deutsche Presseattaché in der Schweiz, Georg Trump, ab 9. Juli 1940 bei den Verlegern der in Deutschland bereits verbotenen Tageszeitungen Der Bund, Neue Zürcher Zeitung und Basler Nachrichten zu bewirken, dass deren klar deutschlandkritisch eingestellte Chefredaktoren Ernst Schürch, Willy Bretscher und Albert Oeri abgesetzt wurden. Dies allerdings mit wenig Erfolg: Bretscher und Oeri verblieben im Amt; Schürch wurde zwar vom Bund-Verleger Fritz Pochon ein Rücktritt nahegelegt, er blieb aber noch bis zu seiner Pensionierung im folgenden Jahr auf seinem Posten. Das Ansinnen, die Chefredaktoren zu massregeln, vertraten auch die Unterzeichner der Eingabe der Zweihundert.
Schürch vertrat einen sozialen Liberalismus und war entscheidend am Wiederaufbau des Berner Freisinns nach der Krise von 1919 bis 1922 beteiligt. Er setzte sich auch für die Förderung der Mundart ein.

## Privates
Schürch war seit 1906 verheiratet mit Vera Evelina Pozzy. Einer ihrer drei Söhne war der FDP-Politiker Gerhart Schürch (1910–1994), der Berner Stadt-, Gross- und Gemeinderat und von 1971 bis 1979 Nationalrat war und 1940 als Oberst und Generalstabsoffizier der sogenannten «Offiziersverschwörung für unbedingten Widerstand» angehörte. Die beiden anderen Söhne hiessen Werner und Hans Ulrich.

## Werke
- Zwölf Fragen zum Völkerbund. Pochon-Jent & Bühler, Bern 1919.
- Aus der Neuen Welt. Mit der schweizerischen Pressemission in Amerika. A. Francke, Bern 1919.
- Aus einer jungen Republik. Eindrücke von einer Reise in die Tschechoslowakei. Pochon-Jent & Bühler, Bern 1920.
- Kanada. Licht- und Schattenbilder. Pochon-Jent & Bühler, Bern 1923.
- Der Sozialismus in Theorie und Praxis (= Schriften der Freisinnig-demokratischen Partei der Schweiz; Nr. 13). Pochon-Jent, Bern 1928.
- Probleme und Gefahren in unserer Demokratie (= Schriften der Freisinnig-demokratischen Partei der Schweiz; Nr. 21). Pochon-Jent, Bern 1930.
- Der bernische Berichtigungszwang vom Standpunkt der Presse (= Sonderdruck aus: Zeitschrift des Bernischen Juristen-Vereins). Bern 1933.
- Der Freisinn und die Fronten. Nach dem Referat vom 13. Mai 1933 vor dem Zentralvorstand der freisinnig-demokratischen Partei der Schweiz in Olten (= Schriften der Freisinnig-demokratischen Partei der Schweiz; Nr. 25). Pochon-Jent, Bern 1933.
- Hitler-Deutschland und wir Deutschschweizer. Bund, Bern 1934.
- Jakob Schaffners Heimatschau. Pochon-Jent, Bern 1938.
- Bemerkungen zum Tage. Haupt, Bern 1941.
- Ein Kind fährt in die Welt (= Gute Schriften. Bd. 204). Gute Schriften, Bern 1942.
- Sprachpolitische Erinnerungen. Haupt, Bern 1943.
- Häb Sorg zum Schwyzerdütsch. A. Francke, Bern 1944.
- Als die Freiheit in Frage stand. Erinnerungen aus der Sturmzeit der Schweizer Presse. Lang, Bern 1946.
- Aus dem helvetischen Irrgarten. In: Neue Schweizer Rundschau. Jg. 14, H. 10, 1946, S. 587–603.
- Wolf ohne Raum. Aus deutschen Flüchtlingslagern. Bund, Bern 1949.
- Paul Georg Kasser, 1876–1945. s. l. e. a. (nach 1945).
- Gestalten am Lebensweg (= Gute Schriften. Bd. 91). Gute Schriften, Bern 1949.
- Johann Hirters öffentliches Wirken. In: Hans Hirter: Johann Daniel Hirter, 1855–1926. Bern 1955.